# Raggamuffin (singolo)
Raggamuffin è un singolo della cantante belga Selah Sue, pubblicato il 7 giugno 2010 come primo estratto dal primo album in studio Selah Sue.

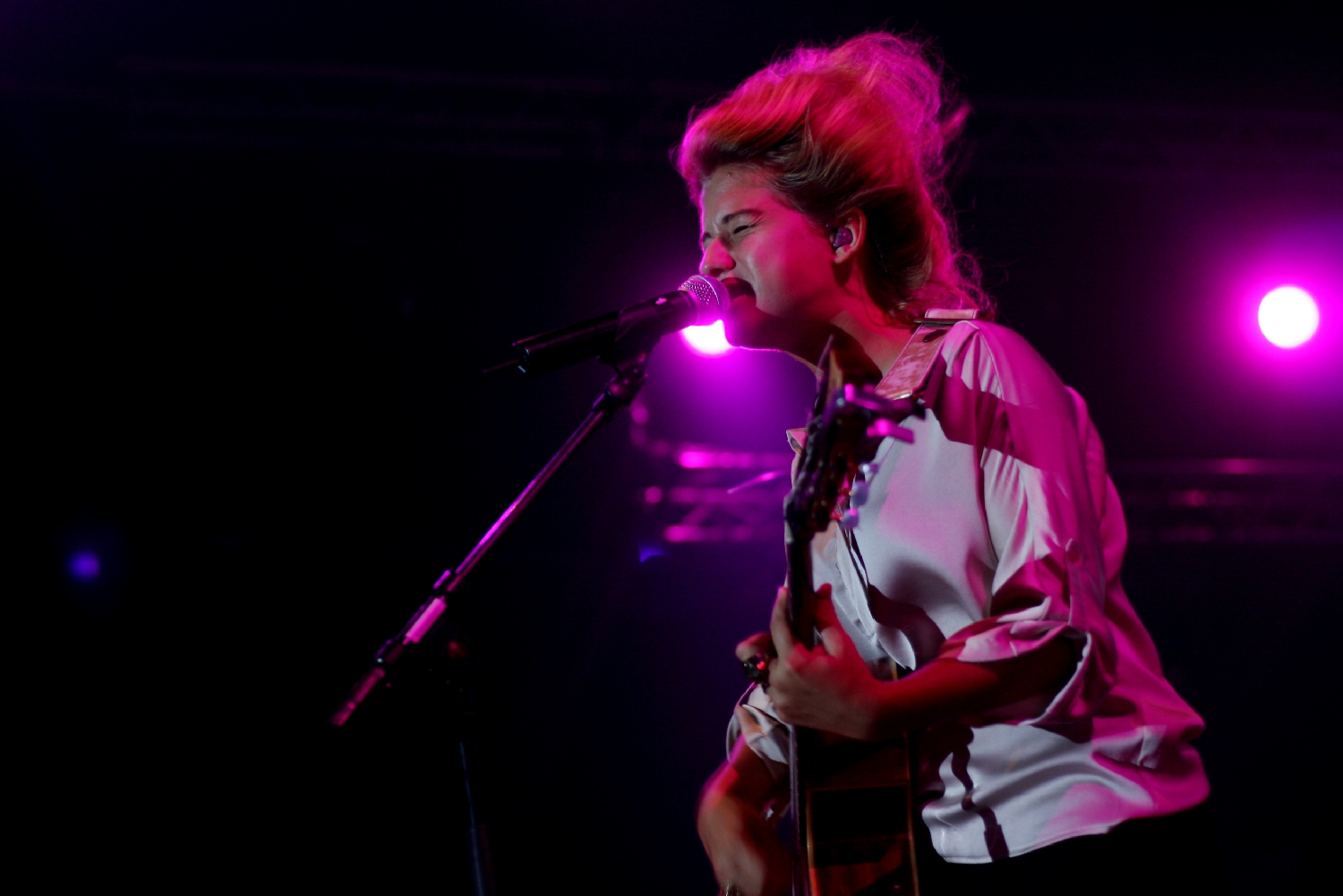
Selah Sue mentre esegue la canzone in Svizzera

## Descrizione
La canzone contiene un campionamento del brano della band canadese Rascalz Top of the World.

## Successo commerciale
Il singolo ha ottenuto un grande successo in Europa, specialmente in Francia e Belgio, mentre in Italia è entrata in rotazione radiofonica nell'estate 2011, ottenendo un discreto successo.

## Video musicale
Il videoclip è stato pubblicato il 27 settembre 2010 sul canale YouTube della cantante.

## Classifiche
| Classifica (2010) | Posizione massima |
| ----------------- | ----------------- |
| Belgio (Fiandre)  | 29                |
| Belgio (Vallonia) | 16                |
| Francia           | 18                |
| Paesi Bassi       | 81                |